# Castlevania II: Simon's Quest
Castlevania II: Simon's Quest es un videojuego de acción-aventura de Konami perteneciente a la serie Castlevania, que dejó el estilo de plataformas puro (como Castlevania 1 y 3) para convertirse en un juego de plataformas con elementos RPG siguiendo el modo de juego de la saga Metroid que años después se reutilizaría en más juegos de la saga. El juego fue originalmente lanzado para Famicom Disk System en 1987 y posteriormente para NES en Norteamérica el 1 de diciembre de 1988.

## El juego

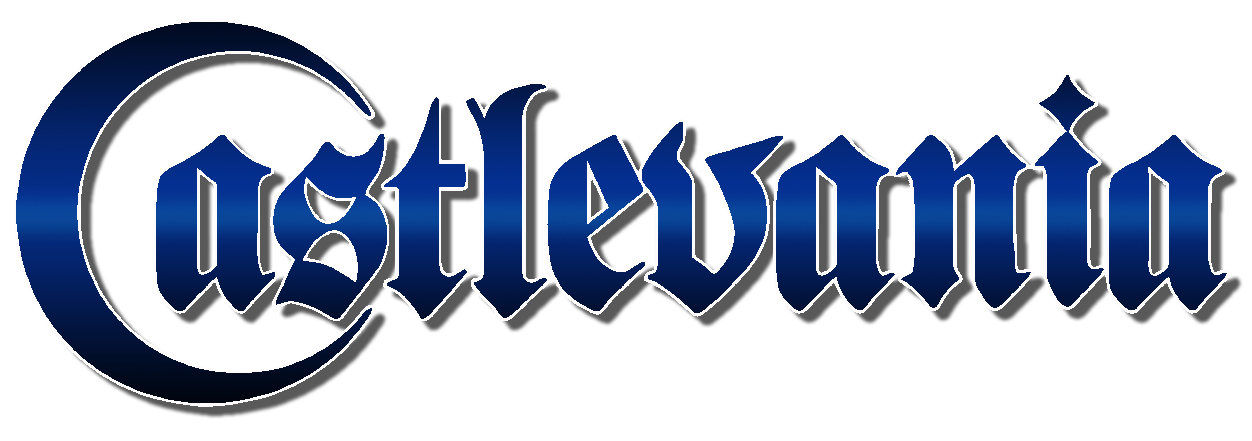
Logotipo de la serie de juegos Castlevania.

El protagonista del juego es el cazador de vampiros Simón Belmont, que después de derrotar al conde Drácula queda con heridas que le provocan una maldición. Para liberarse de la maldición, deberá recolectar 5 partes de Drácula (uña, hueso, corazón, anillo y ojo) y quemarlas. Estas partes se encuentran en las cinco mansiones de Drácula que aparecen en el juego y que para ser obtenidas deberá lanzarse una estaca sobre ellas. Cada una de estas partes de Drácula le brinda a Simon Belmont una habilidad especial, como por ejemplo el hueso de Drácula que le permite obtener un escudo que lo protege de los ataques de los enemigos. Además, en esta serie a diferencia de las otras que se desarrollaron para la NES, se presentan algunos conceptos interesantes, como el ganar experiencia al derrotar enemigos y así obtener mayor energía y resistencia, finales alternativos y el cambio entre día y la noche. En el día, los enemigos serán más fáciles de derrotar, pero en la noche estos adquieren mucha más resistencia y sus ataques afectarán más al protagonista del juego. Otro aspecto interesante es que en este juego pueden visitarse pueblos en los cuales Simon puede recuperar su energía, conversar con personas que le dan pistas para conseguir objetivos (algunas pistas pueden ser falsas) y comprar ítems que le faciliten su misión. 
Los ítems que puede comprar Simon son los siguientes: Agua bendita, estacas (se compran en las mansiones), cristal blanco, laureles, ajos, dagas y látigos (a mayor precio de los látigos, más efectivo será para derrotar monstruos). 
Además, aparecen ítems que Simon deberá encontrar a medida que avance el juego y son los siguientes: Fuego, cristales azul y rojo (drenan agua y teletransportan respectivamente), cruz, bolsa de medicinas, diamante, cuchillo de plata, cuchillo de oro, látigo de fuego,13 libros de pistas y por supuesto las cinco partes de drácula.
Al llegar a Castlevania, Simon deberá quemar las cinco partes de Drácula y deberá enfrentarse al enemigo final del juego: El conde Drácula. Este juego cuenta con tres finales, que dependerán del tiempo en que Simon se demore en llegar a pelear con el Conde. Sin duda es un gran juego que marcó un precedente para juegos más actuales como es el caso de Castlevania: Symphony of the Night, a pesar del año en el que apareció.

## Látigos
Los látigos en el juego son el Vampire killer (tu látigo normal el cual pasó de generación a generación entre los Belmont desde Leon Belmont), Thorn Whip (Vampire Killer con espinas), Chain Whip (el Vampire Killer de Castlevania 1 cuando tomas la mejora pero sin el mazo), Morningstar (así se le llama en Castlevania 1 al Vampire Killer con la mejora completa), Fire Whip (el Thorn Whip envuelto en llamas que es el más poderoso).

## Pueblos
Los distintos pueblos que visitas a lo largo del juego son:
- Jova
- Veros
- Aljiba
- Aldora
- Oldon
- Fetra
- Ghulash

## Mansiones
Las 5 mansiones donde se encuentran las 5 partes de Drácula son:
- Mansión Berkeley
- Mansión Rover
- Mansión Braham
- Mansión Bodley
- Mansión Laruba

Por último está Castlevania, el castillo de Drácula.

## Finales
El juego cuenta con 3 finales alternativos en función del tiempo que se tarde en superarlo:
- En el final correcto, Simon se arrodilla en la tumba del recién derrotado Drácula. Cuando se marcha, la mano de Drácula surge de la tierra, mostrando que realmente no puede morir. A pesar de ello, Simon consigue liberarse de la maldición de Drácula.
- El segundo final nos cuenta que a pesar de derrotar a Drácula, Simon muere a causa de sus heridas de batalla. La gente de Valaquia deposita su fe en un joven, presumiblemente descendiente de Simon o del linaje Belmont.
- En el tercer final Simon sucumbe a la maldición y Drácula es derrotado. El juego destaca que su sacrificio será recordado.